# 澳門科技大學學費風波
澳門科技大學於2013年1月23日突然宣布上調學費後，引起澳門社會各界質疑的一連串事件。

## 澳門科技大學簡介
澳門科技大學成立於2000年，是澳門回歸中國後成立的第一所私立大學，目前隸屬於澳門科技大學基金會。現任校監是廖澤雲博士，校長為李行偉講座教授。

## 學費瘋漲事件源起
2013年1月23日上午，學校學生的郵箱突然收到一封學校的郵件通知2013年9月起學校將上調所有在讀學生之學費。引起在校學生的不滿及社會媒體關注。

## 媒體反應
2013年1月24日，澳門各大媒體對此事紛紛作出報到。澳門《正報》以《科大狂加學費》為題進行報導。"澳門科技大學剛公布下學年調升學費，部份學士學位課程費用 (本澳學生) 的升幅高達一倍。"根據IMT Channel Facebook上所貼出之澳科大本地生學費漲幅的表格來看，本地生學費最高增幅由之前的三萬港元增長到現在的六萬港元，增幅率達到100%。而1月24日出版的《澳門日報》則報導“學費大增，外界嘩然。科大回應時表示，自二千年創校開始，學費維持三萬元從未調升。但礙於通脹原因、教師工資調整及增添新設備儀器，每名學生的教學成本不斷提升，大約從一一年開始已超越每學年六萬元。校方發言人稱，特區政府對教學設施提供部分津貼，但相對教學成本而言仍有較大差額，過往一直由科大基金會補貼。今年校董會達成調整新學費標準的共識，科大基金會仍會補貼大部分學費，學生家長需支出的學費增長實際不超過一成。學校由於學費增加僅帶來約二千萬元的額外收入，其中八百萬元來源於本地學生。學校將用該部分款項改善教學設備，未來也將增加實驗室等。”
《力報》則還在報導中指出。"無任何補助 學費漲五千 外地學生十分惱火"通過科大所印發的通知《2013/2014學費調整明顯表》（外地學生）來看，外地學生的學費最高漲幅實際達到一萬港元。在《正報》對學生的採訪中，一名不願透露姓名的科大內地學生不滿地指出，“調升現正就讀學生的學費，涉嫌違反他們多年前入學時與校方訂定的「雙方契約」。而且，學生手冊等資料均顯示四年學費為「定額」，就算有條欵列明「學費每年或作調整，按本大學最新公布為准」，這也不應適用於舊生，否則，便是霸王條款。他要求：所有學費應按照入學時所規定的定額收取。科大基金會應公布財政支出明細、漲價後學費收入去向、未來五年整體規劃及財政預算案。校方應召開全校成員可出席諮詢會，校長、校董等高層要當面回答師生質疑。最後，今後大學所有重大發展方向、政策制定必須允許學生會及學生代表出席"
澳門澳亞衛視也在澳門萬象節目當中對澳門科技大學突漲學費一事進行了報導。因為澳門科技大學僅僅通過網絡渠道通知學費上漲，節目中一位女生甚至表示至今都不知道學費上漲一事。“因為沒有人告訴我。”

## 立法議員質疑
立法議員區錦新認為，校方應該提出大幅加學費的理據。此外，澳門科技大學基金會已承諾資助本地學生學費，區錦新相信，一直受到公帑高額資助的澳門科技大學基金，以資助學費作為「藉口」，將獲政府批出更高金額的資助。"
立法議員區錦新更是早在今年七月即在《力報》上撰文批評科大基金會為”政治怪胎“以「坐擁數十億之政治怪胎，無掩雞籠供養政治血吸蟲」為主題指出，澳門基金會在澳門是一個政治怪胎，它直接隸屬於行政長官，擁有龐大的資源可以調動，卻又無需向公眾負責，甚至一年一度的施政方針辯論，其負責人也不必向立法會作任何交代。”並且在向政府索取相關的申請書和結算帳目報告書副本，澳門基金會卻以那些僅是內部程序所需文件，不屬公共利益為由，拒絕提供。

## 網民討論
科大增長學費一事還在臉書與新浪微博上引發了本地居民及在科大就讀內地生的大討論。有本地居民在臉書上指出“政府於2009年向科大基金會撥款5000萬,2010年撥款7500萬,2011年撥款1億!!今次科大擺明想向政府每年索返幾億,如果政府唔撥款,科大下年大權道理唔資助學費,下年收取全數60000元!!!如果政府撥款比佢,又話公帑開支大左,又加稅,羊毛出左羊身上,都係市民受害!!”
而對於科大表示改善設施與通脹是學費增長的原因，有內地是在人人網上表示：“科大醫院能在20度的氣溫下說人長凍瘡 在患者陳述完病症後查百度翻醫書 其不靠譜程度已經廣為流傳 宿舍網速和學校的wifi速度多慢 那些交換交流的項目有多水有多貴 tis的小孩能進操場 而科大學生只能繞路跑 更甚者體育課會在A座大堂上 那不如考慮去新馬路噴水池前上課 有多少老師學歷雖高教書卻差 對此想換班也難如登天 每年擴招不夠 新生學費年年漲也不夠 總算是對我們下手了 教學資源就這麼點 別掉進錢眼裡好嗎 保證教學質量好嗎 咱能多花點精力想怎麼提升科大的level嗎！！”
一名科大教授曾經告知，科大內一個語言實驗研究室在建成後從未使用，因為該研究室完全不能滿足學生的使用需求。
更有傳聞說有老師表示其工資並未有過增長。